# Серый кардинал

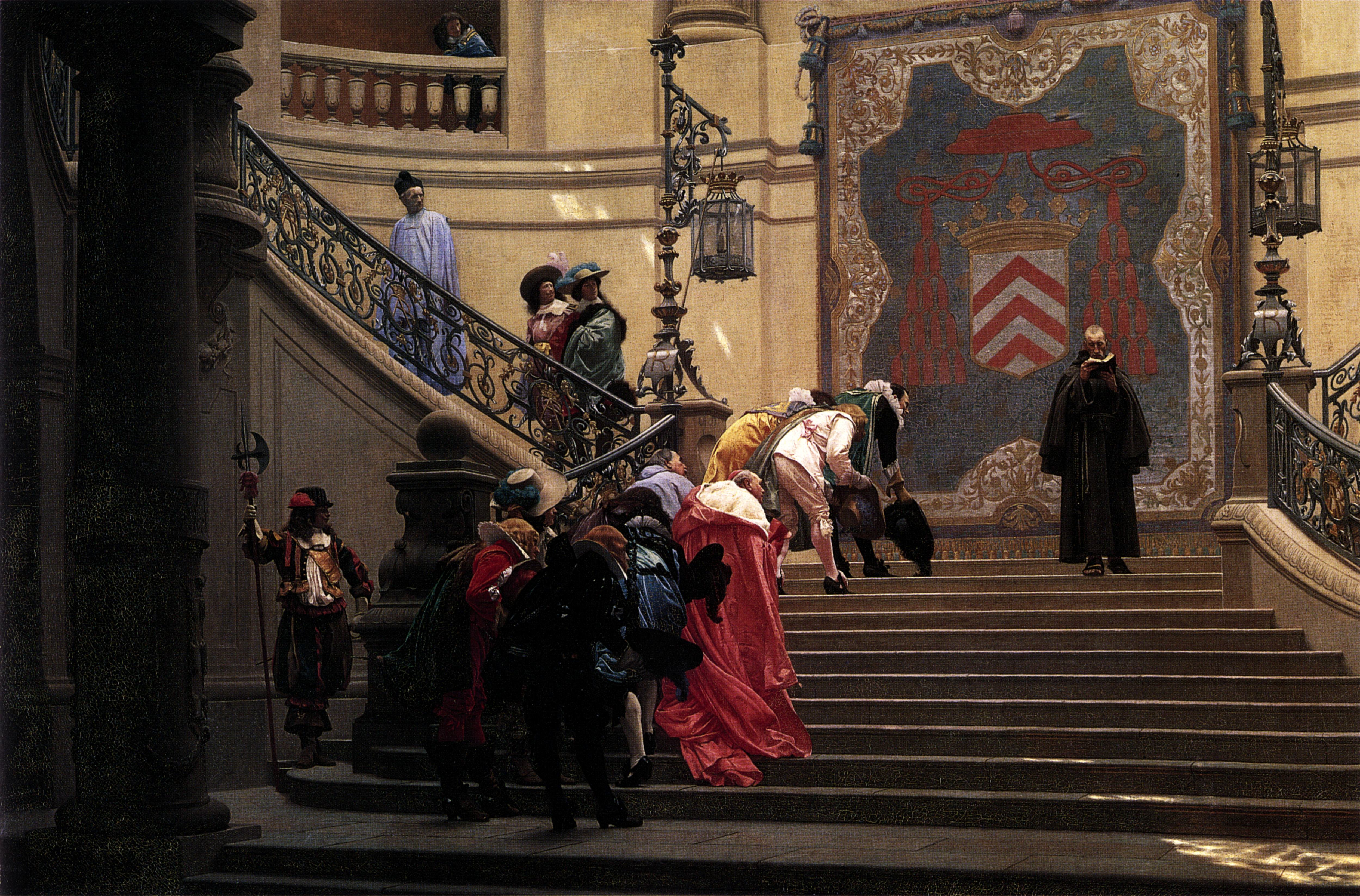
«Серое преосвященство» на картине Жерома

Серый кардинал — фразеологизм, обозначающий функционера, находящегося вне публичного поля или не имеющего официального статуса, но обладающего огромной властью и влиянием в какой-либо структуре.

## Происхождение понятия
Францией в годы царствования Людовика XIII фактическим управлением страны занимался его первый министр — кардинал Ришельё, которого называли «красным кардиналом» (фр. Éminence rouge — дословно — «Красное преосвященство») из-за цвета одежд, полагавшихся данному церковному сану. Ближайшим же к Ришельё доверенным лицом являлся отец Жозеф, прозванный «серым кардиналом» (фр. Éminence grise), бывший лишь монахом Ордена капуцинов (носивших рясы серого цвета) и не занимавший государственных должностей, но фактически имевший власть, сопоставимую с кардинальской. В романе «Три мушкетёра» говорится: «Его имя произносилось не иначе как шёпотом». На последнем году жизни отец Жозеф всё-таки был официально пожалован в кардиналы.
В китайском языке есть аналог фразеологизма — «белый чиновник» (кит. 白衣宰相, пиньинь Báiyī zǎixiàng, палл. Байи цзайсян, буквально: «чиновник в белом»), то есть не в одеждах чиновничьих цветов.
В Японии, после упразднения в результате Реставрации Мэйдзи титула сёгуна, ушедшего в отставку премьер-министра, который всё ещё обладает значительной властью, авторитетом и влиянием за кулисами, особенно среди правящей в Парламенте партии, в прессе, особенно оппозиционной, называют «теневым сёгуном» (яп. 闇将軍, ями сё:гун).

## Примеры в истории
- В историографии истории Российской империи второй половины XIX века звание «серого кардинала» закрепилось за К. П. Победоносцевым и М. Н. Катковым.
- В немецкой истории термин «серый кардинал» закрепился за дипломатом Фридрихом фон Гольштейном, который, не занимая сколько-нибудь заметных должностей, определял курс внешней политики Германии в 1890—1906 годах[2].
- Мартина Бормана нередко называют коричневым кардиналом нацистской Германии.
- Михаила Суслова также нередко называют «серым кардиналом» брежневского СССР.
- Дэна Сяопина называют «Красным кардиналом».
- В начале 2000-х «серым кардиналом Кремля» называли Александра Волошина, ранее занимавшего должность главы Администрации Президента РФ[3]. Затем на протяжении 2000-х «серым кардиналом Кремля» называли Владислава Суркова, заместителя руководителя Администрации Президента РФ[4].
- Андрея Ермака, главу офиса украинского президента Владимира Зеленского, в ряде СМИ называют «серым кардиналом» Украины[5].
- Примерами «теневых сёгунов» в Японии являются бывший премьер-министр Какуэй Танака и лидер Демократической партии в 2006 – 2009 годах Итиро Одзава. Особенно часто этот термин применялся в отношении Синдзо Абэ[6].